# BMW R 23
La BMW R23 est une moto qui reprend la base de la R 20.